# Auzon (rivière de l'Ardèche)
Pour les articles homonymes, voir Auzon.
Ne doit pas être confondu avec Auzon (ruisseau de l'Ardèche).
L’Auzon est un affluent gauche de la rivière Ardèche, qui coule dans le département homonyme, dans la région Auvergne-Rhône-Alpes.

## Parcours
De 25,5 km de longueur, il prend sa source sur le plateau du Coiron à proximité du village de Freyssenet. Depuis le Coiron, il arrose la plaine de Lussas puis reçoit la Claduègne en rive gauche (issue de ce même massif) à hauteur du village de Saint-Germain et enfin se jette dans l’Ardèche (en rive gauche) sous le pont du village de Lanas au terme d'un parcours de 26 kilomètres. Son cours inférieur, en aval de Saint-Germain et jusqu'à sa confluence avec l'Ardèche, se fait sur un terrain karstique, ce qui explique son assèchement fréquent sur ce tronçon. Un barrage a été érigé sur son cours supérieur destiné à l'irrigation de la plaine de Lussas.
Comme beaucoup de cours d'eau du département de l'Ardèche, l'Auzon a un débit torrentiel et peut avoir des crues aussi brutales que dévastatrices (09/09/2002 ; 25/12/2013).

## Communes traversées
L'Auzon traverse neuf communes et deux cantons :
- Freyssenet, Darbres, Lussas, Mirabel, Lavilledieu, Saint-Germain, Vogüé, Saint-Maurice-d'Ardèche, Lanas (confluence).
- L'Auzon prend source dans le canton de Privas, traverse et conflue dans le canton de Villeneuve-de-Berg, c'est-à-dire dans les deux arrondissements de Privas et de Largentière.

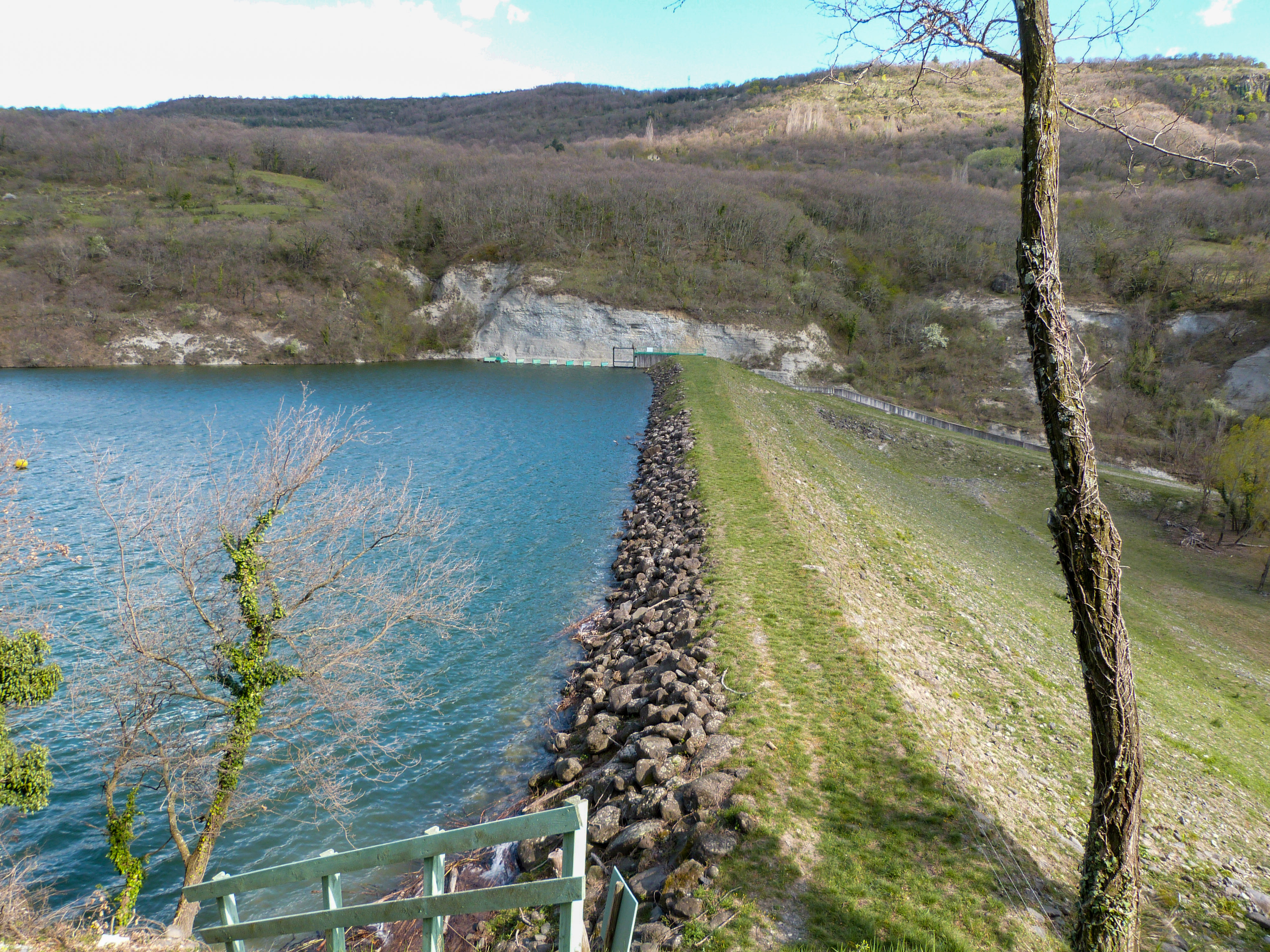
Barrage-poids sur les communes de Darbres et Lussas.
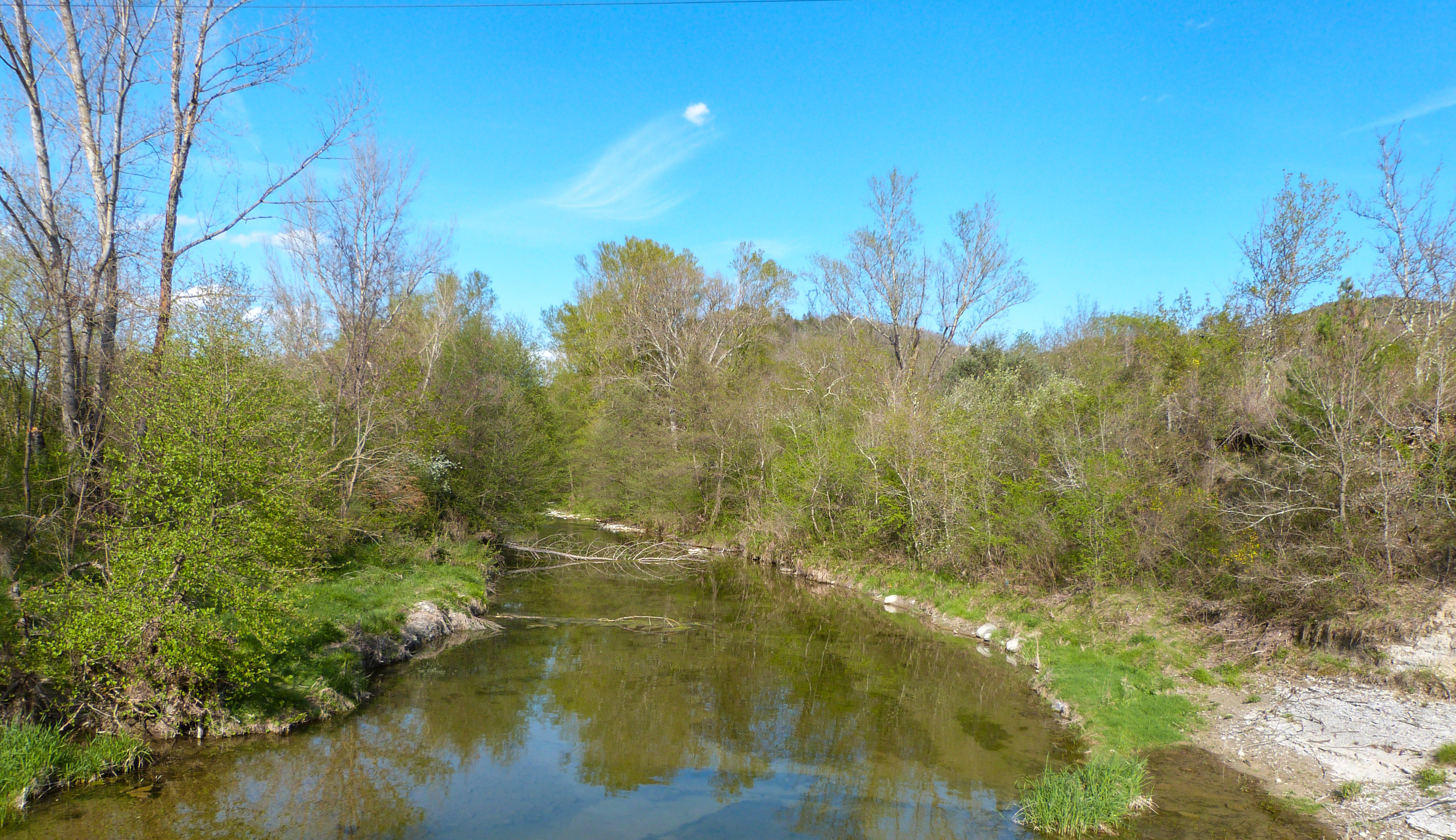
L'Auzon à Saint-Germain.

## Affluents
L'Auzon a dix affluents référencés dont :
- la Claduègne (rg) 19,7 km sur sept communes avec neuf affluents et de rang de Strahler trois.

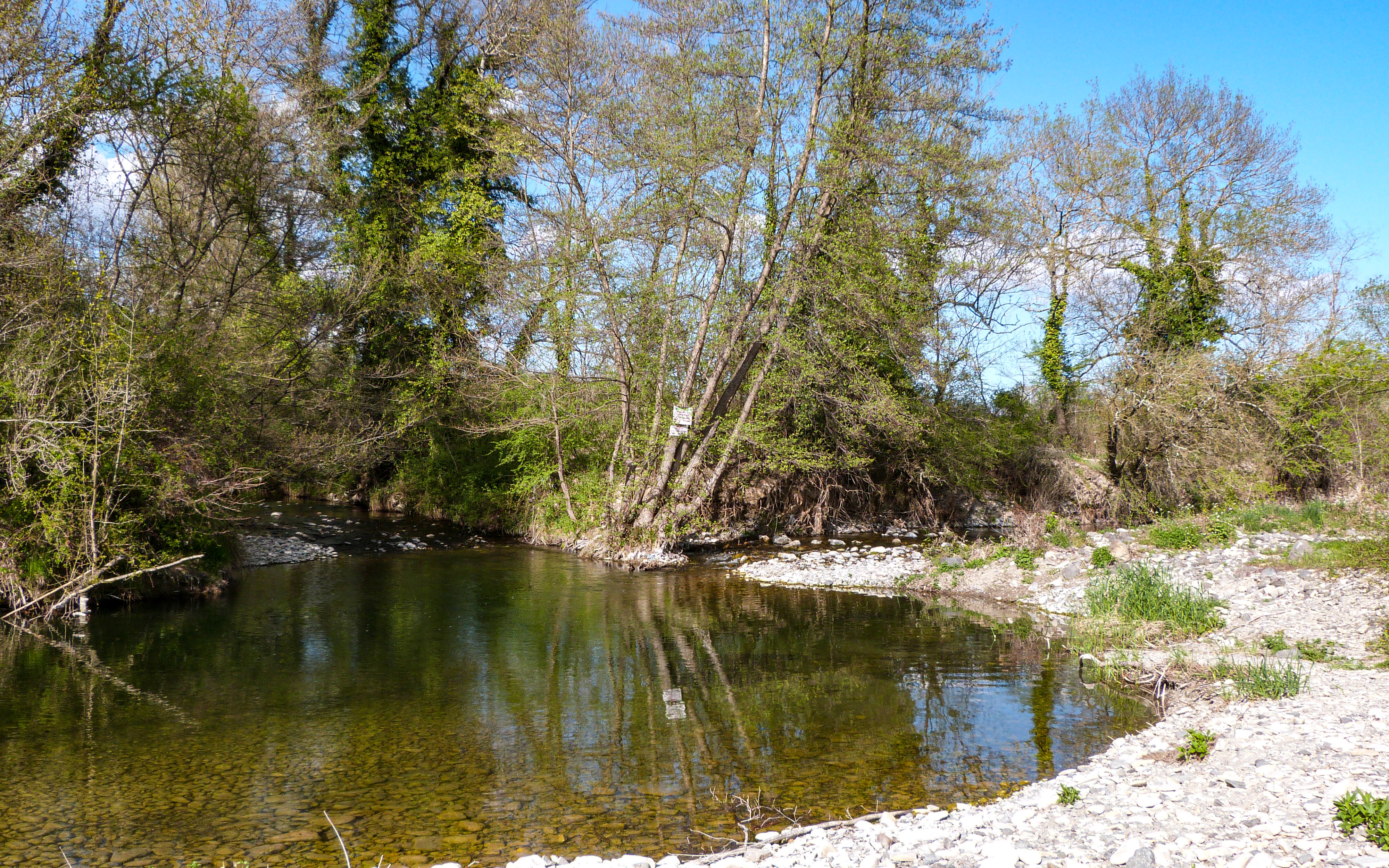
Point de confluence entre l'Auzon à gauche et la Claduègne à droite.

Donc le rang de Strahler est de quatre.

## Recherche
Le bassin versant de l'Auzon est un site suivi dans le cadre des observatoires de la zone critique et des réseaux de recherche écologique à long terme . L'évolution des précipitations, des écoulements et du transport sédimentaire des rivières y sont mesurés en continue par les équipes de recherches.

## Homonyme
Un ruisseau homonyme conflue en rive droite de l'Ardèche en amont de Vogüé.
Un autre descend de Payzac à Joyeuse.